# Antonín Petrof

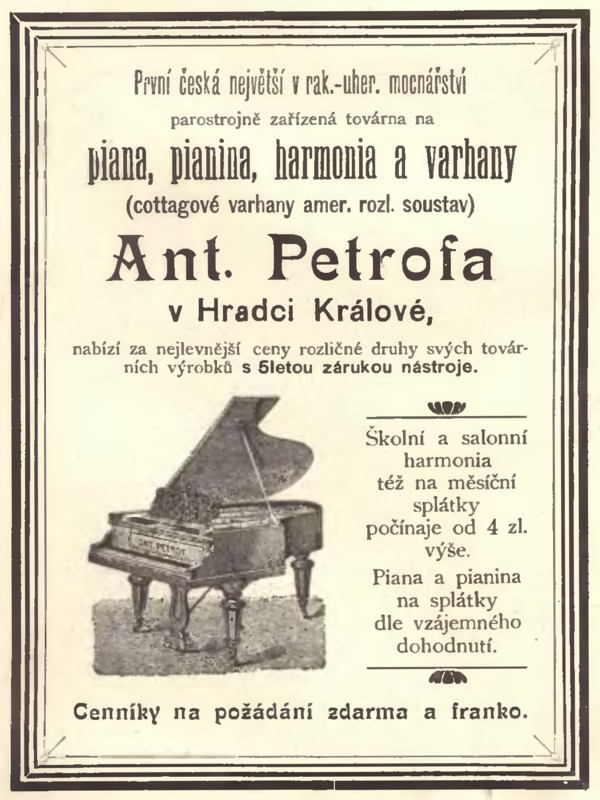
Inzerát v kalenáři Zlaté Prahy na rok 1895

Antonín Petrof (15. srpna 1839 Hradec Králové – 7. září 1915 tamtéž) byl český podnikatel, zakladatel firmy Petrof.

## Petrof a jeho firma
- 1857 – Antonín Petrof se ve Vídni začal učit stavitelem klavírů,
- 1864 – v Hradci Králové byl postaven první koncertní klavír,
- 1874 – firma se přestěhovala za město směrem na Brno (dnešní Brněnská ulice),
- 1894 – firma začala vyvážet do zahraničí,
- 1905 – Antonín Petrof si nechal neorenesančně přestavět starý měšťanský dům na náměstí Jana Pavla II. (Dům Antonína Petrofa)
- 1908 – vedle zakladatele zde již pracovali i synové Jan a Antonín (2. generace),
- 1909–1910 – Antonín Petrof si nechal v blízkosti továrny v Brněnské ulici zbudovat novou vilu (Vila Antonína Petrofa)
- 1914 – ve firmě pracoval i nejmladší Vladimír (2. generace),

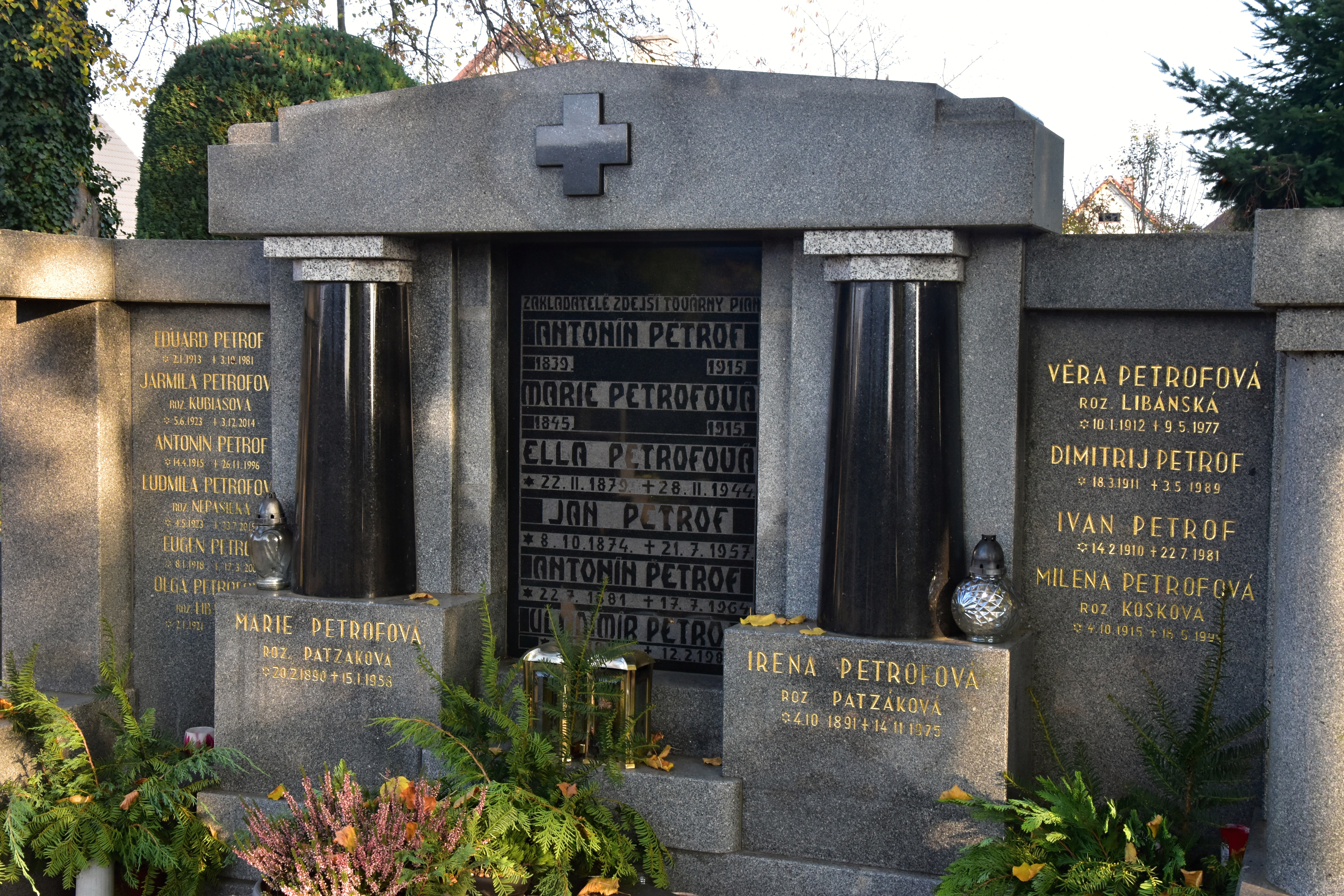
Hrob Antonína Petrofa na hřbitově Kluky v Hradci Králové

- 1915 – manželé Petrofovi zemřeli

### Po smrti Antonína Petrofa
- 1928 – Petrof s americkou firmou STEINWAY otevřeli pobočku v Londýně,
- 1948 – firma byla zestátněna, vznikla Továrna na piana a varhany, jméno PETROF nadále používáno,
- 1991 – rodina Petrofových se navrátila do továrny po 40 letech totalitního režimu (4. generace), začátek privatizace,
- 1997 – v Hradci Králové byla založena Továrna na piana, a. s.,
- 1999 – 135. výročí založení firmy,
- 2001 – nástoupila 5. generace Petrofových, kterým továrna PETROF, spol. s r. o., plně patří,
- 2004 – prezidentkou Petrof se stala Zuzana Ceralová Petrofová (5. generace),
- 2005 – prezidentka firmy byla jmenovaná prezidentkou CAFIM.